# HMS Speedy (1782)

## Storia

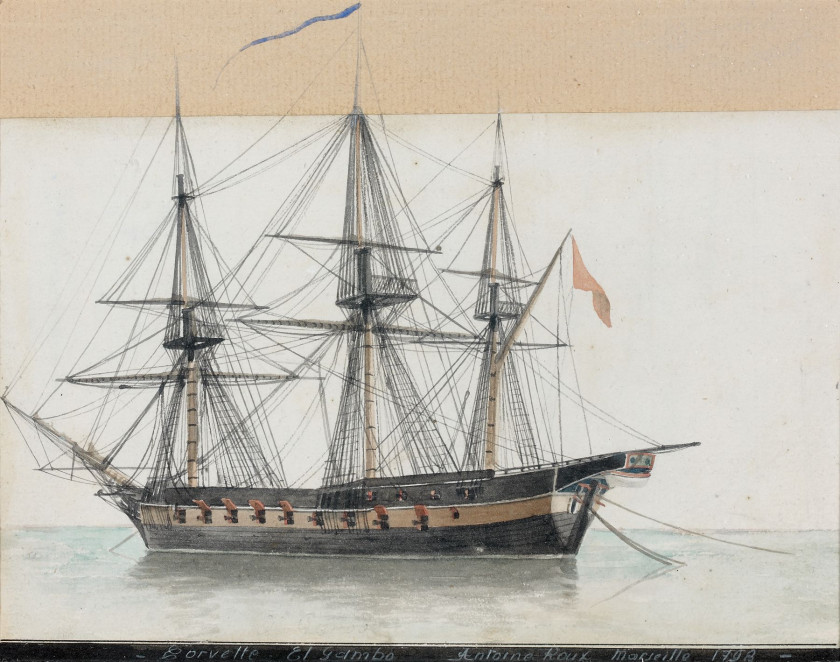
Lo sciabecco-fregata spagnolo El Gamo, dipinto di Antoine Roux, 1798.

La corvetta HMS Speedy  della Royal Navy (la marina militare britannica) varata nel 1782 fu una delle prime generazioni di brigantino; aveva un dislocamento di 287 tonnellate ed era armata con 14 cannoni da 4 libbre.
Il 9 giugno del 1794 venne catturata da tre fregate francesi nel sud della Francia e fu ripresa dalla Inconstant nel marzo dell'anno successivo.
Tra i vari exploit della Speedy va ricordato il sanguinoso scontro con la corsara Papillon nel febbraio del 1798 e la vittoria su tre navi cannoniere di un convoglio spagnolo nell'agosto del 1799, sempre nell'area di Gibilterra.
La Speedy fu inoltre responsabile della dispersione di un convoglio spagnolo nell'ottobre del 1799.
Nel novembre dello stesso anno difendendo un piccolo convoglio inglese mise in fuga dodici cannoniere spagnole.
Nel marzo del 1800 ebbe il macabro incarico di ricercare i superstiti tra i relitti del vascello da 100 cannoni Queen Charlotte completamente distrutta da un incendio.
Nel maggio del 1800 passò al comando di lord Thomas Cochrane appena promosso comandante. Guidata dal famigerato Lord Cochrane compì le imprese per cui viene ancora ricordata.
Utilizzando ingegnosi stratagemmi (come quello di farsi passare per una nave della neutrale Danimarca avendo a bordo un uomo in grado di parlare danese) evitò di essere catturata da alcune fregate spagnole di forza nettamente superiore.
Probabilmente l'impresa più ardua ed eroica compiuta dalla Speedy al comando di Cochrane fu lo scontro con lo sciabecco spagnolo Gamo da 32 cannoni (22 da 12 libbre, 8 da 8 libbre e 2 carronate) il 6 maggio 1801. Cochrane lasciando il solo medico a governare la Speedy guidò alla vittoria i rimanenti 48 uomini abbordando la nave spagnola che poteva contare su 319 uomini. La Gamo perse 13 uomini e 41 rimasero feriti, la Speedy ne perse 3 ed i feriti furono 8.
Nel luglio del 1801 la Speedy fu catturata nei pressi della costa nord africana da tre vascelli da 74 cannoni dello squadrone dell'ammiraglio Linois.
In seguito Napoleone la donò al Papa con il nome di Saint Pierre.
Le imprese compiute da Thomas Cochrane sulla HMS Speedy hanno ispirato i romanzi di Patrick O'Brian (lo scontro Speedy-Gamo è stato trasformato nello scontro tra la Sophie e la Cacafuego nel primo libro della serie Aubrey-Maturin dal titolo Primo comando).